# Jiří Zych
Jiří Zych (* 3. února 1952, Lipník nad Bečvou) je český odborný publicista, písničkář a textař, původním povoláním farmaceut.
Jde o absolventa Farmaceutické fakulty Univerzity Karlovy v Hradci Králové, lékárníka, autora tří odborných knih a několika set písní, které v sedmdesátých a osmdesátých letech zpíval Petr Lutka.

## Životopis
Narodil se 3. února 1952 v Lipníku nad Bečvou, matka pracovala jako dělnice, otec byl středoškolský učitel. Dětství a středoškolská studia prožil v Lipníku na Bečvou, spolužákem a přítelem od dětství byl Petr Lutka, který jej dovedl i do okruhu písničkářského sdružení Šafrán. Hrával v amatérských skupinách, napsal několik set písní a občasně vystupoval. Po maturitě vystudoval Farmaceutickou fakultu Univerzity Karlovy v Hradci Králové, dnes žije ve východních Čechách a pracuje jako lékárník. Jeho písně byly publikovány na dvou singlech Petra Lutky a na gramofonovém albu sdružení Šafrán, jehož celý náklad byl v roce 1977 na příkaz StB zlikvidován. V roce 2012 vydal souborné knižní vydání svých písňových textů Zběsilé balady, spolu s CD Dva tucty písní Jiřího Zycha.

## Autorská diskografie
- Šátek / Točí se, točí (SP, Petr Lutka, 1976, Supraphon; 2. vyd. na CD 2011, Galén)
- Sport / Zmařený song o fialovém hrníčku (SP, Petr Lutka, 1976, Supraphon; 2. vyd. na CD 2011, Galén)
- Šafrán (LP, 5 písní, Petr Lutka, 1976, Supraphon, nevydáno; reedice 1990; 2. vyd. na CD 2011, Galén)
- Drak Železňák (MG, 16 písní, Petr Lutka, 1978, v Holandsku vydal Jaroslav Hutka v edici Fosil)
- PM (MG a CD, 1 píseň, Petr Lutka, 1991, Karmelitánské nakladatelství; reedice na CD 2007, KVAS)
- Budka (CD, 31 písní, Petr Lutka, 2000 Response Media)
- Dnes Šafrán (DVD, 1 píseň, Petr Lutka, Markéta Lutková, 2009, Galén)
- Dva tucty písní Jiřího Zycha (CD, Petr Lutka, Jiří Zych, 2012, Galén; 12 písní zpívá sám Jiří Zych)

## Knihy
- Sociální farmacie (Karolinum, 1993)
- Želvy (Brázda, 1997; 2. vydání - Brázda, 2000)
- Želvy v přírodě a v péči člověka (Brázda, 2006)
- Zběsilé balady (Galén, 2012)
- osm písňových textů Jiřího Zycha bylo zařazeno do publikace Den bude dlouhý. Antologie textů českých písničkářů (Paseka, 2004)